# パヴェル・コーガン
パヴェル・レオニドヴィチ・コーガン（ロシア語:  Па́вел Леони́дович Ко́ган；ラテン文字転写:Pavel Leonidovich Kogan、1952年6月6日 - ）は、ソビエト連邦・ロシアの指揮者。

## 経歴
1952年、モスクワにレオニード・コーガンとエリザヴェータ・ギレリス（エミール・ギレリスの妹）の息子として生まれた。当初はモスクワ音楽院でユーリ・ヤンケレヴィチの下でヴァイオリンを学び、1970年のシベリウス国際ヴァイオリン・コンクールでリアナ・イサカゼと1位を分け合った。一方で、イリヤ・ムーシンとレオ・ギンズブルクに師事して指揮法を学び、1972年にソヴィエト国立交響楽団で指揮者デビューを果たした。
以後、エフゲニー・ムラヴィンスキーやエフゲニー・スヴェトラーノフらの招きに応じてソ連国内の主要オーケストラに客演を重ねた。1988年から1990年までザグレブ・フィルハーモニー管弦楽団の首席指揮者を務め、1989年にはモスクワ国立アカデミー交響楽団の首席指揮者に就任した。1998年から2005年までユタ交響楽団の首席客演指揮者を兼任した。
2022年、モスクワ国立アカデミー交響楽団の首席指揮者職を辞任した。辞任報道は同年4月25日になされたが、ロシアのウクライナ侵攻が開始された2月24日以降の演奏会出演をキャンセルしていたと伝えられている。